# Светско првенство у атлетици у дворани 2010.
13. Светско првенство у атлетици у дворани одржано је одржано је под покровитељством ИААФ од 12. до 14. марта 2010. у Дохи (Катар).
На такмичењу је оборен пре две године постављен рекорд земаља учесница на Светском првенству у дворани; сада се такмичило 148 земаља са 553 представника (374 мушкарца и 283 жене).
Такмичило се у 26 атлетских дисциплина (13 мушких и 13 женских).

## Организација
Главни град Катара је први пут био домаћин Светског првенства у атлетици. Ово је било четврто првенство које се одржало ван Европе после Индијанаполиса 1987, Торонта 1993. и Маебашија 1999. Доху је одредила Међународна асоцијација атлетских федерација (ИААФ) 25. новембра 2007. на конференцији одржаној у Монаку.
Спортска дворана „Аспајер доум” је мултиспортска дворана отворена 2005. године, капацитета 15.000 места. Била је домаћин Азијског атлетског првенства у дворани 2008. године.

## Допинг
Трећепласирана женска штафета 4 × 400 м Јамајке је дисквалификована јер је Боби-Геј Вилкинс била позитивна на допинг тесту, па је бронзана медаља припала четвртопласираној штафети Чешке Републике.
Другопласираној у трци на 60 метара, атлетичарки Америчких Девичанских Острва Лаверн Џоунс-Ферет, одузета је медаља након што је била позитивна на анаболичке стероиде у фебруару 2010. Медаља је додељена трећепласираној у тој трци, Американки Кармелити Џитер, док су атлетичарке Габона Руди Занг-Милам и Јамајке Шери-Ен Брукс поделиле треће место..

## Земље учеснице
На Светском првенству у дворани 2010, учествовало је 553 атлетичара из 148 земаља. Број спортиста одређене земље дат је у загради поред њеног имена.
| 1. Азербејџан (2) 2. Албанија (1) 3. Алжир (1) 4. Америчка Девичанска Острва (1) 5. Антигва и Барбуда (1) 6. Аустралија (6) 7. Аустрија (3) 8. Бахаме (13) 9. Бахреин (2) 10. Белгија (10) 11. Белорусија (9) 12. Бермуди (1) 13. Боцвана (8) 14. Бразил (7) 15. Британска Девичанска Острва (1) 16. Брунеј (1) 17. Бугарска (7) 18. Вануату (1) 19. Венецуела (1) 20. Габон (1) 21. Гана (1) 22. Гвајана (1) 23. Гвам (1) 24. Гвинеја (1) 25. Гвинеја Бисао (1) 26. Гренада (1) 27. Грчка (7) 28. Данска (1) 29. Доминиканска Република (1) 30. Демократска Република Конго ( ) | 1. Египат (1) 2. Еритреја (1) 3. Естонија (3) 4. Етиопија (8) 5. Замбија (1) 6. Зимбабве (1) 7. Израел (1) 8. Индонезија (1) 9. Иран (1) 10. Ирска ( ) 11. Италија (8) 12. Јамајка (13) 13. Јапан (1) 14. Јемен (1) 15. Јерменија (1) 16. Јужна Кореја (1) 17. Јужноафричка Република (5) 18. Казахстан (6) 19. Кајманска Острва (1) 20. Канада (6) 21. Катар (6) 22. Кенија (8) 23. Кина (14) 24. Кинески Тајпеј (1) 25. Кипар (2) 26. Киргистан (1) 27. Кирибати (1) 28. Колумбија (1) 29. Комори (1) 30. Костарика (1) | 1. Куба (13) 2. Кувајт (1) 3. Кукова Острва (1) 4. Летонија (2) 5. Либан (2) 6. Либерија (1) 7. Литванија (5) 8. Мадагаскар (1) 9. Мађарска (3) 10. Макао (1) 11. Малдиви (1) 12. Малезија (1) 13. Мали (1) 14. Малта (1) 15. Мароко (5) 16. Микронезија (1) 17. Мјанмар ( ) 18. Молдавија (1) 19. Монако (1) 20. Намибија (1) 21. Науру (1) 22. Немачка (13) 23. Непал (1) 24. Нигер (1) 25. Нигерија (1) 26. Никарагва (1) 27. Нови Зеланд (2) 28. Норвешка (4) 29. Обала Слоноваче (1) 30. Оман (1) | 1. Пакистан (1) 2. Палау (1) 3. Палестина (1) 4. Панама (1) 5. Папуа Нова Гвинеја (1) 6. Парагвај (1) 7. Пољска (15) 8. Порторико (1) 9. Португалија (5) 10. Република Конго (1) 11. Румунија (3) 12. Русија (42) 13. Сједињене Америчке Државе (51) 14. Салвадор (1) 15. Самоа (1) 16. Сан Марино (2) 17. Сао Томе и Принсипе (1) 18. Саудијска Арабија (3) 19. Свазиленд (3) 20. Северна Маријанска острва (1) 21. Сејшели (1) 22. Сенегал (1) 23. Сент Винсент и Гренадини (1) 24. Сент Китс и Невис (2) 25. Сијера Леоне (1) 26. Сингапур (1) 27. Сирија (1) 28. Словачка (2) 29. Словенија (2) 30. Соломонова Острва (1) | 1. Србија (3) 2. Сомалија (1) 3. Судан (4) 4. Тајланд (1) 5. Танзанија (1) 6. Таџикистан (1) 7. Того (1) 8. Тонга (1) 9. Тринидад и Тобаго (1) 10. Туркменистан (1) 11. Турска (3) 12. Узбекистан (3) 13. Уједињено Краљевство (30) 14. Украјина (18) 15. Уругвај (1) 16. Филипини (1) 17. Финска (2) 18. Француска (24) 19. Хаити ( ) 20. Холандија (3) 21. Холандски Антили (2) 22. Хонгконг (1) 23. Хрватска (2) 24. Чешка (17) 25. Швајцарска (1) 26. Шведска (8) 27. Шпанија (14) 28. Шри Ланка (1) |

## Резултати

### Мушкарци
| Дисциплина          |                                                         | Резултат     |                                                                    | Резултат   |                                                                              | Резултат    |
| 60 м детаљи         | Двејн Чејмберс Уједињено Краљевство                     | 6,48 СРС     | Мајк Роџерс САД                                                    | 6,53       | Данијел Бејли Антигва и Барбуда                                              | 6,57        |
| 400 м детаљи        | Крис Браун Бахаме                                       | 45,96 ЛРС    | Вилијам Колазо Куба                                                | 46,31 ЛР   | Џамал Торанс САД                                                             | 46,43       |
| 800 м детаљи        | Абубакер Каки Судан                                     | 1:46,23 ЛРС  | Боаз Киплагат Лаланг Кенија                                        | 1:46,39    | Адам Кшчот Пољска                                                            | 1:46,69     |
| 1.500 м детаљи      | Дересе Меконен Етиопија                                 | 3:41,86      | Абдалати Игуидер Мароко                                            | 3:41,96    | Харон Кејтани Кенија                                                         | 3:42,32     |
| 3.000 м детаљи      | Бернард Лагат САД                                       | 7:37,97 ЛРС  | Серхио Санчез Шпанија                                              | 7:39,55    | Сами Алекс Мутахи Кенија                                                     | 7:39,90     |
| 60 м препоне детаљи | Дајрон Роблес Куба                                      | 7,34 РСП     | Теренс Трамел САД                                                  | 7,36 НР    | Дејвид Оливер САД                                                            | 7,44 ЛРС    |
| 4 × 400 м детаљи    | Џамал Торанс Грег Никсон Таварис Тејт Бершон Џексон САД | 3:03,40 СРС' | Седрик ван Брантегем Кевин Борле Антоан Жиле Жонатан Борле Белгија | 3:06,94 НР | Конрад Вилијамс Најџел Левин Кристофер Кларк Ричард Бак Уједињено Краљевство | 3:07,52 НРС |
| Скок увис детаљи    | Иван Ухов Русија                                        | 2,36         | Јарослав Рибаков Русија                                            | 2,31       | Дасти Џонас САД                                                              | 2,31        |
| Скок мотком детаљи  | Стивен Хукер Аустралија                                 | 6,01 РСП     | Малте Мор Немачка                                                  | 5,70       | Александер Штрауб Немачка                                                    | 5,65        |
| Скок удаљ детаљи    | Фабрис Лапјер Аустралија                                | 8,17         | Годфри Котсо Мокоена Јужноафричка Република                        | 8,08 ЛРС   | Мајкл Вот Аустралија                                                         | 8,05        |
| Троскок детаљи      | Теди Тамго Француска                                    | 17,90 СР ЕР  | Јоандрис Бетанзос Куба                                             | 17,69 ЛРС  | Арни Давид Хират Куба                                                        | 17,36 ЛРС   |
| Бацање кугле детаљи | Кристијан Кантвел САД                                   | 21,83        | Ралф Бартелс Немачка                                               | 21,44 ЛРС  | Дилан Армстронг Канада                                                       | 21,39 НР    |
| Седмобој детаљи     | Брајан Клеј САД                                         | 6.204        | Треј Харди САД                                                     | 6.184      | Алексеј Дроздов Русија                                                       | 6.141       |

### Жене
| Дисциплина          |                                                         | Резултат    |                                                                            | Резултат    |                                                                                  | Резултат    |
| 60 м детаљи         | Вероника Кембел-Браун Јамајка                           | 7,00 ЛРС    | Кармелита Џитер САД                                                        | 7,05        | Руди Занг-Милама Габон Шери-Ен Брукс Јамајка                                     | 7,14        |
| 400 м детаљи        | Деби Дан САД                                            | 51,04       | Татјана Фирова Русија                                                      | 51,13 ЛРС   | Вања Стамболова · Бугарска                                                       | 51,50 ЛРС   |
| 800 м детаљи        | Марија Савинова Русија                                  | 1:58,26 СРС | Џенифер Медоуз Уједињено Краљевство                                        | 1:58,43 НР  | Алисја Џонсон САД                                                                | 1:59,60 ЛРС |
| 1.500 м детаљи      | Калкидан Газехегне Етиопија                             | 4:08,14     | Наталија Родригез Шпанија                                                  | 4:08,30     | Гелете Бурка Етиопија                                                            | 4:08,39     |
| 3.000 м детаљи      | Месерет Дефар Етиопија                                  | 8:51,17     | Вивијан Черијот Кенија                                                     | 8:51,85     | Сентајеху Еђигу Етиопија                                                         | 8:52,08     |
| 60 м препоне детаљи | Лоло Џоунс САД                                          | 7,72 РСП    | Пердита Фелисјен Канада                                                    | 7,86 ЛРС    | Присила Лопес-Шлип Канада                                                        | 7,87        |
| 4 × 400 м детаљи    | Деби Дан Диди Тротер Наташа Хејстингс Алисон Филикс САД | 3:27,34 СРС | Светлана Поспелова Наталија Назарова Ксенија Вдовина Татјана Фирова Русија | 3:27,44 НРС | Дениса Росолова · Јитка Бартоничкова · Зузана Бергерова · Зузана Хејнова · Чешка | 3:30,05 НРС |
| Скок увис детаљи    | Бланка Влашић Хрватска                                  | 2,00        | Рут Беитија Шпанија                                                        | 1,98        | Шонте Хауард САД                                                                 | 1,98 'ЛРС   |
| Скок мотком детаљи  | Фабијана Мурер Бразил                                   | 4,80        | Светлана Феофанова Русија                                                  | 4,80 ЛРС'   | Ана Роговска Пољска                                                              | 4,70        |
| Скок удаљ детаљи    | Бритни Рис САД                                          | 6,70        | Наиде Гомес Португалија                                                    | 6,67        | Кејла Коста Бразил                                                               | 6,63 ЛРС    |
| Троскок детаљи      | Олга Рибакова · Казахстан                               | 15,14 СРС   | Јархелис Савињ Куба                                                        | 14,86 ЛРС   | Ана Пјатих Русија                                                                | 14,64 ЛРС   |
| Бацање кугле детаљи | Надзеја Астапчук Белорусија                             | 20,85 РСП   | Валери Вили · Нови Зеланд                                                  | 20,49 ОКР   | Наталија Михневич Белорусија                                                     | 20,42 ЛРС   |
| Петобој детаљи      | Џесика Енис Уједињено Краљевство                        | 4.937 РСП   | Наталија Добринска Украјина                                                | 4.851       | Татјана Чернова Русија                                                           | 4.762       |

## Биланс медаља
| Медаље земље домаћина |

|     | Земља                  |    |    |    |    |
| --- | ---------------------- | -- | -- | -- | -- |
| 1.  | Сједињене Државе       | 4  | 3  | 3  | 10 |
| 2.  | Аустралија             | 2  | 0  | 1  | 3  |
| 3.  | Куба                   | 1  | 2  | 1  | 4  |
| 4.  | Русија                 | 1  | 1  | 1  | 3  |
| 5.  | Уједињено Краљевство   | 1  | 0  | 1  | 2  |
| 6.  | Бахаме                 | 1  | 0  | 0  | 1  |
| 6.  | Етиопија               | 1  | 0  | 0  | 1  |
| 6.  | Судан                  | 1  | 0  | 0  | 1  |
| 6.  | Француска              | 1  | 0  | 0  | 1  |
| 10. | Немачка                | 0  | 2  | 1  | 3  |
| 11. | Кенија                 | 0  | 1  | 2  | 3  |
| 12. | Белгија                | 0  | 1  | 0  | 1  |
| 12. | Јужноафричка Република | 0  | 1  | 0  | 1  |
| 12. | Мароко                 | 0  | 1  | 0  | 1  |
| 12. | Шпанија                | 0  | 1  | 0  | 1  |
| 16. | Антигва и Барбуда      | 0  | 0  | 1  | 1  |
| 16. | Канада                 | 0  | 0  | 1  | 1  |
| 16. | Пољска                 | 0  | 0  | 1  | 1  |
|     | Укупно (18)            | 13 | 13 | 13 | 39 |

|             | Земља                |    |    |    |    |
| ----------- | -------------------- | -- | -- | -- | -- |
| 1.          | Сједињене Државе     | 4  | 1  | 2  | 7  |
| 2.          | Етиопија             | 2  | 0  | 2  | 4  |
| 3.          | Русија               | 1  | 3  | 2  | 6  |
| 4.          | Уједињено Краљевство | 1  | 1  | 0  | 2  |
| 5.          | Бразил               | 1  | 0  | 1  | 2  |
| 5.          | Белорусија           | 1  | 0  | 1  | 2  |
| 5.          | Јамајка              | 1  | 0  | 1  | 2  |
| 8.          | Хрватска             | 1  | 0  | 0  | 1  |
| 8.          | Казахстан            | 1  | 0  | 0  | 1  |
| 11          | Шпанија              | 0  | 2  | 0  | 2  |
| 12          | Канада               | 0  | 1  | 1  | 2  |
| 12.         |                      |    |    |    |    |
| Кенија      | 0                    | 1  | 0  | 1  |    |
| Куба        | 0                    | 1  | 0  | 1  |    |
| Нови Зеланд | 0                    | 1  | 0  | 1  |    |
| Португалија | 0                    | 1  | 0  | 1  |    |
|             | Украјина             | 0  | 1  | 0  | 1  |
| 17.         | Бугарска             | 0  | 0  | 1  | 1  |
| 17.         | Габон                | 0  | 0  | 1  | 1  |
| 17.         | Чешка                | 0  | 0  | 1  | 1  |
| 17.         | Пољска               | 0  | 0  | 1  | 1  |
|             | Укупно (20)          | 13 | 13 | 14 | 40 |

### Биланс медаља укупно
|             | Земља                  |    |    |    |    |
| ----------- | ---------------------- | -- | -- | -- | -- |
| 1.          | Сједињене Државе       | 8  | 4  | 5  | 17 |
| 2.          | Етиопија               | 3  | 0  | 2  | 5  |
| 3.          | Русија                 | 2  | 4  | 3  | 9  |
| 4.          | Уједињено Краљевство   | 2  | 1  | 1  | 4  |
| 5.          | Аустралија             | 2  | 0  | 1  | 3  |
| 6.          | Куба                   | 1  | 3  | 1  | 5  |
| 7.          | Белорусија             | 1  | 0  | 1  | 2  |
| 7.          | Бразил                 | 1  | 0  | 1  | 2  |
| 7.          | Јамајка                | 1  | 0  | 1  | 2  |
| 10.         | Бахаме                 | 1  | 0  | 0  | 1  |
| 10.         | Хрватска               | 1  | 0  | 0  | 1  |
| 10.         | Казахстан              | 1  | 0  | 0  | 1  |
| 10.         | Француска              | 1  | 0  | 0  | 1  |
| 10.         | Судан                  | 1  | 0  | 0  | 1  |
| 15.         | Шпанија                | 0  | 3  | 0  | 3  |
| 16.         | Кенија                 | 0  | 2  | 2  | 4  |
| 17.         | Немачка                | 0  | 2  | 1  | 3  |
| 18.         | Канада                 | 0  | 1  | 2  | 3  |
| 19.         | Белгија                | 0  | 1  | 0  | 1  |
| 19.         | Мароко                 | 0  | 1  | 0  | 1  |
| 19.         | Нови Зеланд            | 0  | 1  | 0  | 1  |
| 19.         | Португалија            | 0  | 1  | 0  | 1  |
| 19.         | Јужноафричка Република | 0  | 1  | 0  | 1  |
| 19.         | Украјина               | 0  | 1  | 0  | 1  |
| 25.         | Пољска                 | 0  | 0  | 2  | 2  |
| 26.         | Антигва и Барбуда      | 0  | 0  | 1  | 1  |
| 26.         | Бугарска               | 0  | 0  | 1  | 1  |
| 26.         | Чешка                  | 0  | 0  | 1  | 1  |
| 26.         | Габон                  | 0  | 0  | 1  | 1  |
| Укупно (29) | Укупно (29)            | 26 | 26 | 27 | 79 |

## Рекорди
На овом Светском првенству постигнут је 1 светски и 1 континентални рекорд, те 5 рекорда светских првенстава у дворани.

### Светски рекорди у дворани (1)
| Датум          | Дисциплина | Нови рекорд           | Нови рекорд | Стари рекорд                                    | Стари рекорд | Стари рекорд                |
| -------------- | ---------- | --------------------- | ----------- | ----------------------------------------------- | ------------ | --------------------------- |
| Датум          | Дисциплина | Атлетичар             | Резултет    | Атлетичар                                       | Резултет     | Датум                       |
| 14. март 2010. | Троскок М  | Теди Тамго, Француска | 17,90 м     | Алисер Урутија, Куба · Кристијан Олсон, Шведска | 17,83        | 1. март 1997. 7. март 2004. |

### Континентални рекорди (1)
| Датум          | Дисциплина | Нови рекорд           | Нови рекорд | Стари рекорд             | Стари рекорд | Стари рекорд  |
| -------------- | ---------- | --------------------- | ----------- | ------------------------ | ------------ | ------------- |
| Датум          | Дисциплина | Атлетичари            | Резултат    | Атлетичари               | Резултат     | Датум         |
| 14. март 2010. | Троскок М  | Теди Тамго, Француска | 17,90 м ЕР  | Кристијан Олсон, Шведска | 17,83        | 7. март 2004. |

### Рекорди светских првенстава у дворани (5)
| Датум | Дисциплина     | Нови рекорд  | Нови рекорд                        | Стари рекорд | Стари рекорд                  | Стари рекорд |                |
| ----- | -------------- | ------------ | ---------------------------------- | ------------ | ----------------------------- | ------------ | -------------- |
| Датум | Дисциплина     | #            | Атлетичари/ке                      | Резултат     | Атлетичари/ке                 | Резултат     | Датум          |
| 1.    | 13. март 2010. | Скок мотком  | Стивен Хокер                       | 6,01 м       | Жан Гајфион, Француска        | 6,00 м       | 6. март 1999.  |
| 2.    | 13. март 2010. | 60 м препоне | Лоло Џоунс, Сједињене Државе       | 7,72         | Пердита Фелисјен, Канада      | 7,75         | 7. март 2004.  |
| 3.    | 13. март 2010. | Бацање кугле | Надежда Астапчук, Белорусија       | 20,85 м      | Ирина Коржаненко, Русија      | 20,55 м      | 15. март 2003. |
| 4.    | 13. март 2010. | Петобој      | Џесика Енис , Уједињено Краљевство | 4.937 бодова | Каролине Клифт, Шведска       | 4.933 бода   | 14. март 2003. |
| 5.    | 14. март 2010. | 60 м препоне | Дајрон Роблес Куба                 | 7,34 м       | Ален Џонсон, Сједињене Државе | 7,36         | 6. март 2004.  |